# Norbert Przybilla
Norbert Konrad Przybilla (* 10. Februar 1943 in Beuthen; † 15. Januar 2009 in Shreveport, Louisiana) war ein deutscher Rennfahrer.

## Karriere
Przybilla begann 1965 mit dem Motorsport. Er fuhr über viele Jahre unter anderem in der Interserie (Sieger 1979, Div.I) und der DRM. An vielen Rennen nahm er als Privatfahrer teil.
Nach seinem Rückzug aus dem Renngeschehen zog er 1986 nach Louisiana in die USA und betrieb dort in Shreveport das European Car Centre. Norbert Przybilla starb am 15. Januar 2009 an Krebs.

## Erfolge (Auswahl)
- 5. Platz: 3. Juni 1979, Interseries, 1000 km, auf dem Nürburgring
- 6. Platz: 22. Juli 1979, Interseries, Nürburgring Trophy
- 1. Platz: 12. August 1979, Pokal des Friedens und der Freundschaft
- 6. Platz: 1979, Interseries, Hessenpreis, auf dem Flughafen Kassel-Calden